# Ланцюговий міст Сечені
Ланцюговий міст Сечені (угор. Széchenyi lánchíd) — міст через р. Дунай в столиці Угорщини Будапешт. Міст сполучає райони Буда і Пешт. Споруду спроєктував англійський інженер Вілям Тірні Кларк та побудував шотландський інженер Адам Кларк. Це був перший постійний міст через Дунай в Угорщині. Відкритий в 1849 році, після Угорської революції 1848 року. Підготовчі роботи, щодо будівництва розпочалися 1839 року. Безпосередньо будівництво розпочали в 1840 році. Ініціатором спорудження моста був угорський реформатор граф Іштван Сечені.

## Історія
Центральний проліт моста складав 202 метри. Кам'яні леви якими прикрашений міст, створені скульптором Яношем Маршалко(угор. Marschalkó János). Чавунна конструкція моста була оновлена та підсилена в 1914 році. Під час Другої світової війни був підірваний 18 січня 1945 року, німецькою армією Третього рейху, яка відступала під час облоги Будапешта. Відновлений і відкритий в 1949 році. Один з найбагатших людей у Пешті, нащадок грецької купецької родини Анастас Дерра та його син, віденський банкір Джордж Сіна, засновники Акціонерного товариства «Ланцюговий міст», зіграли значну роль в будівництві Ланцюгового моста.